# Бёнинген

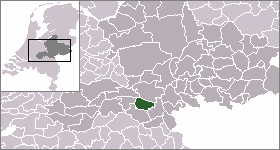
Расположение общины на карте Нидерландов

Бёнинген (нидерл. Beuningen) — город и община в провинции Гелдерланд (Нидерланды).

## История
Эти затопляемые во время наводнений земли жили в бедности до начала XX века, лишь после этого ситуация начала постепенно улучшаться.

## Состав общины
В общину входят следующие населённые пункты (в скобках — численность населения на 1 января 2008):
- Бёнинген (17 303)
- Эвейк (3 518)
- Вёрт (2 415)
- Винссен (2 086)